# Braunaui járás
A Braunaui járás Ausztriában, Felső-Ausztria tartományban található. A Rottal-Inn, a Traunstein, az Altötting, a Riedi, a Vöcklabrucki és a Salzburg-Umgebung járásokkal határos. 2022. január 1-én 107 732 lakosa volt.

## A járáshoz tartozó települések
- Altheim
- Aspach
- Auerbach
- Braunau am Inn
- Burgkirchen
- Eggelsberg
- Feldkirchen bei Mattighofen
- Franking
- Geretsberg
- Gilgenberg am Weilhart
- Haigermoos
- Handenberg
- Helpfau-Uttendorf
- Hochburg-Ach
- Höhnhart
- Jeging
- Kirchberg bei Mattighofen
- Lengau
- Lochen am See
- Maria Schmolln
- Mattighofen
- Mauerkirchen
- Mining
- Moosbach
- Moosdorf
- Munderfing
- Neukirchen an der Enknach
- Ostermiething
- Palting
- Perwang am Grabensee
- Pfaffstätt
- Pischelsdorf am Engelbach
- Polling im Innkreis
- Roßbach
- Sankt Georgen am Fillmannsbach
- Sankt Johann am Walde
- Sankt Pantaleon
- Sankt Peter am Hart
- Sankt Radegund
- Sankt Veit im Innkreis
- Schalchen
- Schwand im Innkreis
- Tarsdorf
- Treubach
- Überackern
- Weng im Innkreis